# Nan Goldin
Nan Goldin [nèn goldin], ameriška fotografinja in aktivistka, *12. september 1953, Washington D.C., Združene države Amerike.
V svojem delu raziskuje subkulture LGBT, trenutke intimnosti, krizo HIV/AIDS v Združenih državah Amerike in opioidno epidemijo. Njeno najbolj prepoznavno delo je Balada o spolni odvisnosti (angleško The Ballad of Sexual Dependency) (1986). Monografija dokumentira dogajanje po stonewallskem uporu in gejevsko subkulturo ter vključuje njeno družino in prijatelje. Goldin je ustanoviteljica zagovorniške skupine P.A.I.N. (Prescription Addiction Intervention Now), ustanovljene v odziv na opioidno krizo. Živi in dela v New Yorku.

## Življenje
Nancy Goldin, bolj znana kot Nan Goldin, se je rodila v Washingtonu. Od doma je odšla že med trinajstim in štirinajstim letom starosti. Po menjavanju različnih šol (»vrgli« so jo iz vsake šole, v katero se je vpisala) se je končno ustalila v Satyi, ˝hipijski šoli˝ v Lincolnu. Na tej šoli so bili večinoma učenci, ki jim ni uspelo obiskovati nobene druge šole. Pouk je bil zelo netipičen, saj niso imeli običajnega predmetnika in pouka. Nan Goldin v svojih intervjujih pripoveduje, kako so goli tekali okoli in seksali, učili pa so se predvsem družbenih veščin. Daljše obdobje v njenem življenju je zaznamovala smrt njene starejše sestre. Goldinova je bila namreč stara enajst let, ko se je njena sestra odločila narediti samomor. Dolgo časa po tem je Goldinova živela v skoraj popolni tišini. Komaj kdaj je govorila glasneje od šepetanja. Šola v Lincolnu ji ni dala formalne izobrazbe, ji pa je pomagala najti svoj glas ter jo naučila razumeti ljudi. S fotoaparatom se je prvič srečala prav na tej šoli. Pri petnajstih letih ji je profesorica predstavila polaroidno sliko. Goldinova je začela fotografirati sebe in ljudi okoli sebe. Takoj je postala šolska fotografinja. Od začetka je bila fotografinja, ki se je zanašala predvsem na svoj občutek. Vse, kar je na začetku vedela o fotografiji, so bila znanja iz modnih revij. Nanjo pa so imeli vpliv tudi filmi Andyja Warhola, Federica Fellinija, Jacka Smitha, Guya Bourdina in Helmuta Newtona.
Svojo prvo razstavo je imela v Bostonu. Na fotografijah je bila predstavljena skupnost transvestitov, s katerimi je v tem obdobju živela. David Armstrong je bil njen zelo dober prijatelj in prva oseba, ki ga je Nan fotografirala. Ko se je David začel preoblačiti v žensko, je v svet transvestitov popeljal tudi Nan Goldin, ki je življenje v »podzemlju« redno dokumentirala. V nasprotju z drugimi fotografi tega obdobja, ki so transvestite predstavljali kot spake, jih slekli in jih prikazali kot moške, je imela Goldinova do te skupnosti veliko spoštovanje. Zanjo »drag queeni« niso bile moški. Prav tako jih ni videla kot ženske, temveč kot novo vrsto oziroma tretji spol. Vsi subjekti na fotografijah so bili njeni prijatelji.
Po zaključku šolanja je krajši čas obiskovala tečaj začetne fotografije. Predvsem se je želela naučiti uporabljati fotoaparat, vendar je kmalu prenehala z učenjem, saj je ugotovila, da ji tehnika preprosto ne leži. Pri tem pa je spoznala Henryja Horensteina, učitelja in fotografa, ki jo je seznanil z deli Larryja Clarka. Clarkova knjiga Tulsa je imela nanjo velik vpliv. Izdana je bila leta 1971 in zajema mladino iz fotografove okolice. Fotografiral jih je med uporabo heroina, seksom in igranjem z ročnim strelnim orožjem, kar je bilo za mnoge kritike takratnega časa moralno vprašljivo. Je bila pa knjiga pravzaprav edini kriterij za Goldinovo raztavo The Ballad of Sexual Dependency.
Fotografije dela The Ballad of Dependency so nastale po šolanju na School of the Museum of Fine Arts, ki ga je zaključila leta 1977. To je bilo njeno prvo veliko delo. V njem zajema tematike, kot so uporaba droge, nasilje, agresivni pari in avtobiografski trenutki. Veliko je fotografirala v baru, katerega lastniki so bili mafijci. Vendar je bila med lastniki priljubljena, zato je smela vedno fotografirati. V različnih barih je fotografirala s fotoaparati, ki so jih bari v tistem trenutku imeli. Kupovala je tudi ukradene fotoaparate. V barih je postala glavni fotograf. Sama pravi, da to delo govori o težavah med moškimi in ženskami in o tem kako težko jim je najti skupni jezik.
Svoje delo razlaga kot osebni dnevnik, ki ga dovoli brati ljudem. Večina njenih objektov iz tega dela, ki so zanjo bili kakor družina, je umrlo pred letom 1990 zaradi prevelikega odmerka droge ali aidsa, ki je izbruhnil v tem obdobju. Svoja dela je sprva začela kazati v barih in se postopoma prebila do galerij. Njena predstavitev se je iz nastopa v nastop spreminjala. Včasih je bila dolga le dvajset minut, drugič več kot uro. Po vsaki predstavitvi jo je nekoliko spremenila, saj je ugotovila, da ji kaj ni všeč. Izbira fotografij za predstavitev pa je bila odvisna tudi od njenega počutja. Kadar je bila prizadeta in jezna, je bila s fotografijami moških veliko bolj neizprosna. Fotografije iz tega dela je prodala muzeju moderne umetnosti MoMa v New Yorku in zasebnemu zbiratelju, vendar je vsakemu prodala nekoliko predrugačeno verzijo.
Njen način fotografiranja opredeljuje to, kar so pozneje poimenovali snapshot slog. Pogosto so fotografije vsebovale veliko nasičenih barv, uporabljala pa je bliskavico. Sprva so fotografije predvsem fotografi kritizirali, vendar se na to ni ozirala. Najpomembnejša je zanjo bila resnica.
Najljubši medij Goldinove je diaprojekcija. Njene projekcije so bile pogosto prikazane na filmskih festivalih. Njena najbolj znana projekcija je trajala 45 minut in je vsebovala 800 fotografij. Njene projekcije običajno spremlja tudi glasba. Od nekdaj je bila njena ambicija tudi snemanje filmov. Vendar ni nikoli posnela nobenega. Začela je snemati film o svoji sestri, vendar ga ni dokončala. V enem od intervjujev je povedala, da je ugotovila, da ne bi mogla posneti filma, saj ga ne moreš po vsakem predvajanju tako preprosto preurediti, kot lahko to narediš s projekcijo.
Nan Goldin ni le fotografirala ljudi, ki so se drogirali, ampak je tudi sama imela nekaj časa težave z zasvojenostjo. Dolga leta je droge uporabljala kot zabavo, vendar jih je na koncu začela zlorabljati. Po izdaji knjige The Ballad of Sexual Dependency je dve leti preživela zaprta v svoji sobi. Ni se oglašala na telefon in edini stik z ljudmi, ki ga je imela, so bili preprodajalci. Leta 1988 je odšla na rehabilitacijo. Med zdravljenjem je ustvarila veliko avtoportretov, saj jo je zanimalo, kako je videti, kadar v njenem telesu ni drog.
Ko se je vrnila z zdravljenja, se je sprva težko spoprijemala s svetom, v katerem je pristala. 15 let je živela ponoči in v temi, zato je bila dnevna svetloba zanjo nekaj neverjetnega. Do takrat namreč ni vedela, da lahko svetloba vpliva na barvo predmetov. Začela se je ukvarjati s svetlobo in hkrati tudi metaforično začela prihajati iz teme, v katero so jo pahnile droge.
Leta 2013 je izdala svojo najnovejšo knjigo, ki je v marsičem precej drugačna od njenega dotedanjega dela, vendar se v nekaterih vidikih ujema s tem, kar je počela do takrat. Naslov knjige je Eden and After, glavno vlogo v njej pa imajo otroci. Nan Goldin se je v tem delu začela spraševati, zakaj se ne spominjamo stvari v zgodnjih letih našega življenja. V času ustvarjanja knjige je začela verjeti, da so otroci pravzaprav z drugega planeta. Zelo se je je dotaknila zgodba enega izmed njenih prijateljev, ko je štiri leta star otrok stopil do dojenčka in ga vprašal, ali se še spominja boga, saj ga on začenja pozabljati.
Tudi v tej knjigi so pomembna tematika spoli. Ena izmed zgodb, ki jih pripoveduje v intervjuju, govori o dekletu, ki je sedem let živelo kot fant, hodilo v šolo kot fant, imela celo kartico za knjižnico z moškim imenom, nato pa je pri štirinajstih začelo živeti kot dekle. Večina otrok so sinovi in hčere njenih dobrih prijateljev, otroci, ki jih pozna vse življenje.
Številne ljudi so zmotile nekatere fotografije v knjigi, kjer lahko vidimo gole otroke, v banji, na plaži in celo med dojenjem.
Danes Goldinova še zmeraj vsak dan fotografira, vendar tega pogosto ne pove. Digitalna tehnika današnjega časa ji ni preveč pri srcu. To, da moraš film skenirati, da lahko natisneš fotografijo, se ji zdi nerazumljivo. Prav tako je mnenja, da je preurejanje projekcij v digitalni tehniki precej težje kot nekdaj.

## Dela

#### Knjige
- The Ballad of Sexual Dependency. New York: Aperture, 1986
- Cookie Mueller (exhibition catalogue). New York: Pace/MacGill Gallery, 1991.
- The Other Side. Perseus Distribution Services, 1993
- Vakat. Cologne: Walter Konig, 1993.
- Desire by Numbers. San Francisco: Artspace, 1994.
- A double life. Zurich: Scalo, 1994.
- Tokyo Love. Tokyo: Hon don do, 1994.
- The Golden Years (exhibition catalogue). Paris: Yvon Lambert, 1995.
- I'll Be Your Mirror (exhibition catalogue). Zurich: Scalo, 1996
- Love Streams (exhibition catalogue). Paris: Yvon Lambert, 1997.
- Emotions and Relations (exhibition catalogue). Cologne: Taschen, 1998.
- Ten Years After: Naples 1986-1996. Zurich: Scalo, 1998
- Couples and Loneliness. Tokyo: Korinsha, 1998.
- Nan Goldin: Recent Photographs. Houston: Contemporary Arts Museum, 1999.
- Nan Goldin. 55, London: Phaidon, 2001
- Devils Playground. London: Phaidon, 2003
- Soeurs, Saintes et Sibylles. Editions du Regard, 2005
- The Beautiful Smile. Göttingen: Steidl, 2007
- Variety: Photographs by Nan Goldin. Skira Rizzoli, 2009
- Eden and After. London: Phaidon, 2013

#### V sodelovanju
- Emotions & Relations. Foto serije. Taschen, 1998. Z Davidom Armstrongom, Markom Morrisroeom, Jackom Piersonom in  Philip-Lorca di Corcia
- So the Story Goes: s Tino Barney, Philip-Lorca DiCorcia, Sally Mann, in Larry Sultan. Yale University Press
- Auto Focus: The Self-Portrait in Contemporary Photography. S Susan Bright. London: Thames & Hudson, 2010. Vsebuje tri dela Nan Goldin.